# Sergio Sarra
Sergio Sarra (Pescara, 8 luglio 1961) è un artista ed ex cestista italiano.
Fin dagli esordi della sua carriera artistica, Sarra ha lavorato con una varietà di mezzi espressivi, includendo principalmente pittura, disegno e scultura. Già dalle prime esposizioni, la critica d'arte e la letteratura specialistica ne colgono le specificità stilistiche e i temi speculativi che caratterizzeranno tutta la sua produzione artistica.
(Lorenzo Benedetti, Il sacro di Fusi e il segno di Sarra, testo critico della mostra Segno Senso Suono Sacro: installazioni di Mario Airò - Federico Fusi – Sergio Sarra, a cura di Zerynthia Associazione per l’Arte Contemporanea (Roma), Centro Civico per l’Arte Contemporanea 'La Grancia' - Musei Senesi, Serre di Rapolano, 10 maggio - 15 giugno 1997)

## Biografia

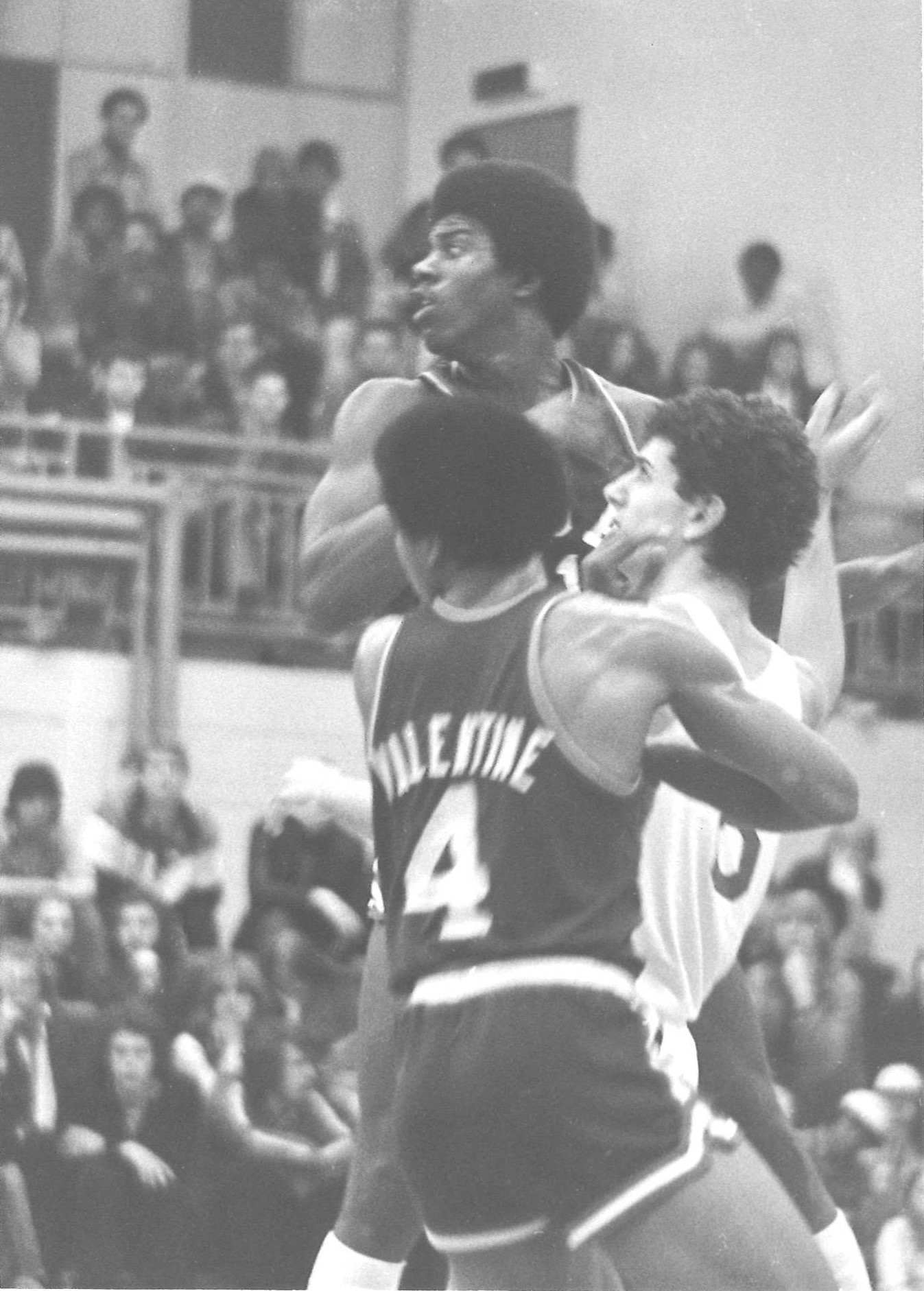
Dall’alto: Earvin 'Magic' Johnson, Sergio Sarra e Darnell Valentine, Italia – USA, AST Under-18 Basketball World Cup, Mannheim (FRG), 1977

Ha militato nelle squadre nazionali giovanili di pallacanestro e ha debuttato sedicenne nel campionato italiano di Serie A con la Fortitudo Bologna (1976-1977). Nel 1985, a 24 anni, si è ritirato dall’attività agonistica per completare gli studi all’Accademia di Belle Arti di Bologna (a.a. 1987/88) nella scuola di Pittura di Concetto Pozzati (1935-2017).
Terminati gli studi, si trasferisce a Roma dove tiene, nel '90, la sua prima personale alla Galleria Alice, spazio tra i più sperimentali della capitale grazie anche alla forza creativa del suo fondatore, Domenico Nardone e degli artisti coinvolti, tra cui Stefano Arienti, Cesare Pietroiusti e Alfredo Pirri. Sarra presenta, per la prima volta, una installazione composta da quattro lastre di vetro orizzontali poggiate a terra e sul muro, con un asse inclinato rispetto alla parete. Si tratta di una serie di vetri, alti 26 centimetri e lunghi 240, su cui l’artista dipinge o riproduce su pellicola fotografica sottili segni e frammenti di scrittura, attraversati dalla luce bianca dei tubi al neon industriali.
(Ludovico Pratesi, Il potere del fato, in Domenico Nardone, Sergio Sarra (a cura di), Sergio Sarra, catalogo della mostra, Roma,  Galleria Alice arte contemporanea, 1990, p. senza numerazione)
Nel corso degli anni, i segni e i frammenti di scrittura lasciano il posto a nuove figurazioni e a nuovi immaginari, popolati da forme zoomorfiche inedite, mito-simboliche ed enigmatiche. Lo studioso portoghese Miguel Amado contribuisce a definirne alcuni aspetti:
(Miguel Amado, Sergio Sarra – MCO Arte Contemporânea, in occasione della mostra Sergio Sarra: Trinacria dream [MCO Arte Contemporânea, Porto, 3 marzo - 10 aprile 2007], su "artforum.com" , 2 aprile 2007)
È all’inizio degli anni ’90 che Sarra produce una serie di installazioni e di quadri su tela emulsionata - Primitive - basata su immagini zoomorfe, quasi sempre doppiate specularmente. Nel 1991 espone alcune opere appartenenti a questa serie in occasione di Volpaia in vista, rassegna internazionale d’arte organizzata dal critico d’arte e gallerista Luciano Pistoi a Radda in Chianti (Siena).
Nel ripercorrere le fasi artistiche dell'opera di Sergio Sarra in un saggio critico del 2023, lo studioso italiano Lorenzo Bruni si sofferma analiticamente sull'installazione site-specific presentata ad Aperto '93.
In quel contesto, la pedana era un mezzo per produrre nello spettatore, che doveva scegliere di salirvi sopra e di uscire da una apertura piuttosto che da un’altra del percorso, una riflessione sulla meccanica della visione - già chiamata più volte in causa in questo testo - utilizzata per giudicare i quadri, ed anche una riflessione su tutta quella sua esperienza. L’installazione permetteva di far emergere aspetti inediti non soltanto dei singoli quadri, ma anche di tutto l'atteggiamento del loro autore riguardo alla fine delle ideologie susseguenti alla caduta del muro di Berlino. Erano, infatti, gli anni in cui (superata l'ubriacatura post-moderna e del ritorno alla pittura figurativa di ascendenza espressionista) gli artisti insistevano sul dialogo tra cultura elitaria e cultura popolare, mirando a realizzare un'opera d'arte che permettesse di alzare il livello di attenzione dello spettatore rispetto non alla storia dell'arte, ma alla propria quotidianità che, dopo il crollo dell'Unione Sovietica e dopo la fine della guerra fredda, si stava velocemente trasformando nei suoi paradigmi. Anche se nel 1993 siamo ancora agli albori di quella che qualche anno dopo verrà salutata come una realtà globalizzata e non più occidentalocentrica, è, altresì, vero che l’edizione di Aperto '93 presentava già tutti quegli aspetti, grazie ai lavori di artisti come Rirkrit Tiravanija, Gabriel Orozco, Pipilotti Rist, Andrea Zittel e Paul McCarthy. Se questi artisti raggiunsero gli scopi sopracitati, sperimentando nuovi media come il video, un approccio neo-concettuale o un nuovo tipo di performatività, Sarra li realizzava partendo da un'analisi del ruolo della pittura, utile per fare i conti con il recente passato e, soprattutto, con gli stereotipi legati alla pittura figurativa e ai suoi generi.»
(Lorenzo Bruni, L'osservatore e la figura osservata : Indagine nel lavoro di Sergio Sarra dalla Biennale di Venezia del 1993 alla mostra a Palazzo Altemps del 2023, in Sergio Sarra (a cura di), Sergio Sarra : nature, catalogo della mostra a cura di Ludovico Pratesi e Lorenzo Bruni [Museo Nazionale Romano – Palazzo Altemps, Roma, 20 settembre – 12 novembre 2023], Brescia, Edizioni l’Obliquo, 2024, pp. 90-94, ISBN 978-88-31425-24-7)
Del 1997 sono la personale alla Galleria Cesare Manzo a Pescara, accompagnata da una performance di Emilio Prini (1943-2016) - artista geniale, protagonista dell'Arte Povera - e la partecipazione alle mostre Odisseo (Ulysses) a Bari e Segno Senso Suono Sacro a Serre di Rapolano (Siena), con una serie di dipinti di grande formato che hanno per soggetto dei volti femminili. Nel testo che accompagna la mostra in Toscana il critico d'arte e curatore Lorenzo Benedetti traccia alcuni elementi cardine della poetica dell'artista:
(Lorenzo Benedetti, Il sacro di Fusi e il segno di Sarra, testo critico della mostra Segno Senso Suono Sacro: installazioni di Mario Airò - Federico Fusi – Sergio Sarra, a cura di Zerynthia Associazione per l’Arte Contemporanea (Roma), Centro Civico per l’Arte Contemporanea 'La Grancia' - Musei Senesi, Serre di Rapolano, 10 maggio - 15 giugno 1997)
Nel corso del 1997 Sarra progetta Orlo, rivista d’arte gratuita, aperiodica e senza ‛dimora fissa’. «Le caratteristiche della rivista sono la mancanza di testi scritti, di precise scadenze di uscita e la distribuzione piuttosto lenta e segreta». Invita numerosi artisti a produrre un’immagine su un tema specifico: Carla Accardi (1924-2014), Ansel Adams (1902-1984), Mario Airò, Atelier Bow Wow, Rosa Barba, Carlo Crivelli, Enzo Cucchi, Jan De Cock, Thierry De Cordier, Bruna Esposito, Christelle Familiari, Günther Förg, Federico Fusi, Markus Huemer, Angelo Mosca, Vettor Pisani (1934-2011), Emilio Prini (1943-2016), Bob and Roberta Smith, Ettore Spalletti (1940-2019), Haim Steinbach, Adrián Villar Rojas, Luca Vitone.
Nel 2000 espone a Roma alla Fondazione Volume! e cura Conversione di Saulo, una mostra collettiva allestita al Palazzo Chigi Odescalchi che si sviluppa intorno all’omonimo quadro, dipinto nel 1600 circa dal Caravaggio (1571-1610), di proprietà della famiglia Odescalchi. Gli artisti che partecipano alla mostra sono: Stefano Arienti, Vanessa Beecroft, Jake and Dinos Chapman, Shay Frisch Peri, Avish Khebrehzadeh, Sergio Sarra, Wolfgang Tillmans, Grazia Toderi, Jane and Louise Wilson, Francesca Woodman (1958-1981). Nel corso dell'inaugurazione della mostra avviene l'incontro della famiglia Odescalchi e di Sergio Sarra con lo storico dell'arte americano Everett Fahy (1941-2018), esperto conoscitore della pittura rinascimentale italiana e, all'epoca, Direttore del Dipartimento di Pittura Europea al Metropolitan Museum of Art di New York.
Nello stesso anno partecipa alla 7ª Biennale de L’Avana e sposa ad Amalfi Elisabetta Ruscitti, della quale realizzerà una lunga serie di ritratti. Dal 2000 al 2002 la coppia va a vivere a Napoli, prima di far ritorno a Roma. Nel 2001 nasce il figlio Gerolamo Papik Merlino.

È a Napoli che produce nel 2003 Table sculpture (Proiezione al tavolo su 12 punti), opera di cui gli studiosi ne svelano l'importanza e la centralità dei significati per l'artista.
(Laura Cherubini, Sergio Sarra. A tavolino, in Sergio Sarra (a cura di), Sergio Sarra : escluse le cose che ho scelto di fare, catalogo della mostra a cura di Laura Cherubini [Mattatoio Museo d’Arte Contemporanea, Padiglione 9B, Roma, 11 aprile – 17 maggio 2019], Roma, Edizioni di Comunità, 2019, p. 31, ISBN 978-88-320-0521-9)
(Giorgio D’Orazio, Nascere, Discendere, Cominciare [come un tableau vivant], in Sergio Sarra (a cura di), Sergio Sarra : nature, catalogo della mostra a cura di Ludovico Pratesi e Lorenzo Bruni [Museo Nazionale Romano – Palazzo Altemps, Roma, 20 settembre – 12 novembre 2023], Brescia, Edizioni l’Obliquo, 2024, p. 110, ISBN 978-88-31425-24-7)
Negli stessi anni, Sarra elabora la performance D. dal vero n. 2, realizzata in seguito a Pescara per la mostra Anomalie (2003) a cura della critica d’arte e scrittrice Teresa Macrì, a Palermo per la mostra D. dal vero n. 2 (2004) a cura di Paolo Falcone al Micromuseum for Contemporary Art and Culture e per la mostra Altered States - Are you experienced? (2007) a cura di Nicolas Bourriaud e Paolo Falcone al WAX Winkler Art Xperience di Budapest e al Muzeul Naţional de Artă Contemporană di Bucarest.
In una conversazione dell’epoca con l’artista, Teresa Macrì rivela i punti chiave della interdisciplinarietà del suo fare performativo:
(Teresa Macrì, Anomalo Hotel, in Teresa Macrì (a cura di), Anomalie, catalogo della mostra a cura di Teresa Macrì [ex Albergo dei Ferrovieri 'Ferrotel', Pescara, 29 novembre 2003 – 9 gennaio 2004], Pescara, Edizioni Arte Nova, 2003, pp. 17, 19)
Nel 2006, Sarra realizza l’installazione Ipotesi di Biblioteca di Chimica dell’Università di Padova (LSD), per la quale il filosofo e accademico italiano Umberto Curi scrive un intenso saggio critico (2007). L’opera si basa sulla relazione tra psichedelia, chimica e percezione visiva, tema che ricorre anche in altri lavori di Sarra, tra i quali la serie Psychedelic garden (2008), composta da sei quadri di grande formato in cui l'artista reitera lo stesso disegno alterando, di volta in volta, l’impatto cromatico, e Impegno controvoglia (2010), opera con la quale esibisce lo sforzo e il tentativo di dipingere due quadri apparentemente uguali, lavorando intorno all'idea della ripetizione e della differenza. Con riguardo al processo formale, l'artista mette in scena un’iconografia popolata da gruppi compositivi zoomorfi, paesaggi, volti ed edifici dalle geometrie sconosciute e scomposte. Accade così che il profilo di una torre prosegua nel perimetro di un bosco, che la silhouette di una figura antropomorfa si tramuti in una costellazione o che lo specchio di un lago si ribalti in un angolo di cielo.
Evocativo e certamente prodromico all'affacciarsi di questa nuova fase stilistica è per l'artista Profilo - un piccolo dipinto su carta di 24 centimetri x 16,5 - realizzato nel 1997 e pubblicato da Bollati Boringhieri Editore nel 2004, quale immagine della prima di copertina del volume filosofico di Umberto Curi La forza dello sguardo.
Suggerendo all’artista come nelle sue opere egli non tratti il visibile, bensì gli elementi invisibili che si suppone l’arte mostri, il critico d'arte e teorico francese Nicolas Bourriaud coglie nell'opera di Sarra ulteriori dettagli stilistici e nuove sfumature. In Une correspondance sur les fantômes avec Sergio Sarra (maggio 2007) lo studioso si sofferma metaforicamente sui concetti di immaterialità, di incorporeità e di spiritualità legati al lavoro dell'artista.
S S: Le mie relazioni con i fantasmi stanno migliorando; dopo un esordio difficile a cinque anni con Belphégor – le phantasme du Louvre, passai a un rapporto migliore con quello di mia nonna del quale cominciai presto a fare dei ritratti. Come tutti i fantasmi era completamente svuotato della propria fisicità e penso che da quel momento persi interesse per qualsiasi forma di naturalismo. Nel frattempo morirono altri parenti che, per non offendere nessuno, andai a sovrapporre sullo stesso quadro. Ancora oggi dipingo spesso sopra delle composizioni di figure da me concepite in precedenza, senza farle sparire completamente. Alla fine, queste composizioni convivono con le nuove cose. Ad esempio, nel quadro Players in the Mediterranean coast questa coabitazione dà il senso metafisico di ciò che intendo per «spettrale». È come darsi appuntamento alla Bastille o al Circo Massimo, cioè in luoghi che non esistono più. È possibile, è reale e anche consolante.»
(Nicolas Bourriaud, Une correspondance sur les fantômes avec Sergio Sarra, in Sergio Sarra (a cura di), Sergio Sarra, catalogo, Roma, Galleria Cesare Manzo, 2007, pp. senza numerazione)
Nel 2008, il Circolo Filologico Milanese ospita negli spazi storici del Palazzo Liberty (Milano) la mostra Sergio Sarra: pearl fishermen. In questa occasione l'iconografia dell'artista si arricchisce di un nuovo tema - il pescatore di perle - a cui è dedicata una serie di quadri. In uno spazio apparentemente vuoto, la linea dipinta disegna i contorni di un universo di immagini popolato da figure zoomorfe, paesaggi, architetture e volti; i temi prediletti dall'artista. Si tratta di una mostra temporalmente breve - la durata dell'esposizione è di soli tre giorni - eppure, il progetto contribuisce ad arricchire il racconto sull'opera di Sarra con inedite e significative chiavi di lettura; la critica d'arte e giornalista italiana Helga Marsala intitola emblematicamente il saggio critico che accompagna la mostra L'estetica del vuoto di Sergio Sarra e ne teorizza i fondamenti.
(Helga Marsala, Scritture rumorose. L’estetica del vuoto di Sergio Sarra, in Sergio Sarra (a cura di), Sergio Sarra: pearl fishermen, catalogo della mostra [Circolo Filologico Milanese, Milano, 28 - 30 maggio 2008], pp. senza numerazione)
Nel 2011 è invitato ad esporre al Padiglione Italia della Biennale di Venezia e nel 2016 alla EWHA Womans University di Seul, dove presenta una serie di disegni e di dipinti dal titolo iceberg rosaspina, accompagnati da un breve testo dell’artista:
(Sergio Sarra, Icebergs, 24 maggio 2016, in Sergio Sarra (a cura di), Sergio Sarra : escluse le cose che ho scelto di fare, catalogo della mostra a cura di Laura Cherubini [Mattatoio Museo d’Arte Contemporanea, Padiglione 9B, Roma, 11 aprile - 17 maggio 2019], Roma, Edizioni di Comunità, 2019, p. 68, ISBN 978-88-320-0521-9; Sergio Sarra : icebergs, videoclip, a cura di Gerolamo Papik Merlino Sarra, su invito di Acqua Foundation Non-Profit Organization (Milano), 3 maggio 2020. Voce narrante: Sergio Sarra)
(Cesare Maria Pietroiusti, [senza titolo], in Sergio Sarra (a cura di), Sergio Sarra : escluse le cose che ho scelto di fare, catalogo della mostra a cura di Laura Cherubini [Mattatoio Museo d’Arte Contemporanea, Padiglione 9B, Roma, 11 aprile – 17 maggio 2019], Roma, Edizioni di Comunità, 2019, p. 16, ISBN 978-88-320-0521-9)
Dal 2018 Sarra riprende e approfondisce un tema a lui caro: lo 'studio di figura' attraverso l'analisi delle relazioni della figura umana con lo spazio che la circonda, con i suoi conflitti e le passioni interiori. La mostra Sergio Sarra | nature al Museo Nazionale Romano di Palazzo Altemps (Roma, 2023) mette in evidenza le peculiarità di queste molteplici relazioni e tenta di tracciare una sintesi tra uomo e natura. È questo un approccio che per Lorenzo Bruni, co-curatore della mostra insieme a Ludovico Pratesi, porta a non poter etichettare le opere di Sarra come dei ritratti, poiché questo termine sposterebbe il suo fare pittorico in una condizione documentaria o storica, mentre l'intento dell'artista è insito nel confronto con la dimensione ontologica dell'essere.
Stéphane Verger, all'epoca Direttore del Museo Nazionale Romano e membro del Consiglio Scientifico del Musée du Louvre a Parigi inaugura e presenta la mostra personale dell'artista. Se ne pubblica un breve passaggio:
(Sergio Sarra | nature, video della mostra di Alessandra Galletta, su "vimeo.com" . Interventi di: Lorenzo Bruni, Ludovico Pratesi, Sergio Sarra, Stéphane Verger)

## Principali mostre
- 1987 Biennal '87, III Biennial of Young Artists from Mediterranean Europe, ex Casa de la Caritat, Barcellona
- 1987 Sergio Sarra, Studio '900 Galleria d’Arte, Bologna
- 1988 1988: L’art à Bologne, progetto e organizzazione a cura della Galleria d’Arte Moderna ‘Giorgio Morandi’ (Bologna), Musée des Augustins, Tolosa
- 1989 Arte a Roma 1980-89: nuove situazioni ed emergenze, Palazzo Rondanini alla Rotonda, Roma
- 1990 Sergio Sarra, Galleria Alice arte contemporanea, Roma
- 1990 Novantesimo, Museo di Stato - Galleria Nazionale d’Arte Moderna, Città di San Marino (RSM)
- 1990 Sergio Sarra, Forum Internationale Kunstmesse, su invito di Cleto Polcina artemoderna (Roma), Düsseldorf
- 1991 Sergio Sarra: Primitive, Galleria Lattuada, Milano
- 1991 Scuola d'obbligo, Fuori Uso 1991, II edizione, ex Scuola Elementare Di Marzio, Pescara
- 1991 Arie, XXXIV Festival dei Due Mondi di Spoleto, Fonti del Clitunno, Perugia
- 1991 De Europa, ex Convento dei Salesiani di San Carlo, Erice, Trapani
- 1991 Volpaia in vista, X edizione, Cantina Caparsino, Radda in Chianti, Siena
- 1991–1993 Le costruzioni della ragione, le speranze dell’uomo, i sogni dei giovani, Palazzo della Permanente, Milano / ex Convento di Santa Maria sopra Minerva, Roma / Espace Pierre Cardin, Parigi  / Accademia Italiana delle Arti e della Arti Applicate, Londra / National Academy of Design, Blum Helmann Gallery, New York / University of California at Los Angeles (U.C.L.A.), UCLA Wight Art Gallery, Los Angeles
- 1992 Sergio Sarra: AteletA, Galleria Cecilia Nesbitt Federici, Roma
- 1992 Giovani Artisti. IV, Palazzo delle Esposizioni, Roma
- 1992 Paesaggio con rovine, Fondazione Orestiadi, Gibellina, Trapani
- 1993 Emergenza/Emergency, Aperto '93, XLV Esposizione Internazionale d'Arte di Venezia, La Biennale di Venezia, Corderie dell'Arsenale, Venezia
- 1994 Sergio Sarra, Gentili arte contemporanea, Firenze
- 1996 poesie di Anna Cascella : opere di Sergio Sarra - Ettore Spalletti, Palazzo Coen e Pieroni, Pescara
- 1997 Sergio Sarra, Galleria Cesare Manzo, Pescara
- 1997 Odisseo (Ulysses), Stadio della Vittoria, Bari
- 1997 Segno Senso Suono Sacro : installazioni di Mario Airò Federico Fusi Sergio Sarra, Centro Civico per l’Arte Contemporanea La Grancia - Musei Senesi, Serre di Rapolano, Siena
- 1997 Solstizio d'Estate 2, Cava Oliviera, Serre di Rapolano, Siena
- 1998 Sergio Sarra: Trave exercise, ex Chiesa di San Nicola, Carpineto Romano, Roma
- 1998 Sergio Sarra (scultore): HIPNOLOGIC, Facoltà di Architettura dell’Università di Palermo, Palermo
- 2000 Bruna Esposito – Sergio Sarra – Richard Van Buren, Fondazione Volume!, Roma
- 2000 Conversione di Saulo, Palazzo Chigi Odescalchi, Roma
- 2000 Los últimos dibujos del siglo, Teatro Nacional de Cuba, Galeria René Portocarrero, 7ª Biennale de L’Avana, L'Avana
- Alighiero Boetti, Sandro Chia, Enzo Cucchi, Gino De Dominicis, Lucio Fontana, Michelangelo Pistoletto, Sergio Sarra, Mario Schifano[66], Galleria Cesare Manzo, Pescara
- 2004 Sergio Sarra: D. dal vero n. 2, Micromuseum for Contemporary Art and Culture, Palermo
- 2006-2007 Fuori Uso 2006, ex Mercato Ortofrutticolo C.O.F.A., Pescara / WAX Winkler Art Xperience (ex MEO), Budapest / Galeria Nouă e Muzeul Naţional de Artă Contemporană (MNAC), Bucarest
- 2007 Sergio Sarra: Trinacria dream, MCO arte contemporânea, Porto
- 2008 Sergio Sarra: pearl fischermen, Circolo Filologico Milanese, Milano
- 2008 cose mai viste 1, Terme di Diocleziano, Roma
- 2011 L'arte non è cosa nostra, Padiglione Italia, LIV Esposizione Internazionale d'Arte di Venezia, La Biennale di Venezia, Tese delle Vergini, Venezia
- 2013 Sergio Sarra: un ambiente, sei vetri, Conservatorio di Santa Cecilia, Roma
- 2016 Sergio Sarra: trave exercise n. 3, ESAD Córdoba, Cordova
- 2016 Sergio Sarra: iceberg rosaspina, EWHA Womans University, Seul
- 2018 Bruna Esposito Sergio Sarra, Idill’Io arte contemporanea, Recanati, Macerata
- 2018 'Sergio Sarra: Dico a te,', Abbazia di Propezzano, Morro d'Oro, Teramo
- 2019 Sergio Sarra: escluse le cose che ho scelto di fare, Mattatoio Museo d’Arte Contemporanea, Roma
- 2019 casa come me, IV Festival del Paesaggio, Casa Rossa, Anacapri, Napoli
- 2019 View / Openwork: a focus on painting, Monitor Gallery, Roma
- 2021 Vivere di paesaggio, Apalazzo Gallery, Brescia
- 2021 141. Un secolo di disegno in Italia, Fondazione del Monte di Bologna e Ravenna, Palazzo Paltroni, Bologna
- 2021 Cose viste: Marco Eusepi, Sergio Sarra, Spaziomensa, Roma
- 2021 Porta Portese, Spaziomensa, Roma
- 2023 Sergio Sarra | nature, Museo Nazionale Romano - Palazzo Altemps, Roma

## Opere in collezioni pubbliche
- Sergio Sarra, Senza titolo, 1987, pittura acrilica su muro, cm 100 x cm 300, Museo di Arte Contemporanea all’Aperto di Maglione (M.A.C.A.M.), Maglione (To), su macam.org.
- Sergio Sarra, Ipnologic quartett, 1998, marmo, acciaio e smalto acrilico, Stadio della Vittoria, Bari, Collezione civica del Comune di Bari.
- Sergio Sarra, Tripode per Celestino, 2015, ferro battuto verniciato a caldo, in occasione della 721ª Perdonanza Celestiniana, Collezione civica del Comune di L’Aquila.

## Progetti speciali e collaborazioni
- Ettore Spalletti, Sergio Sarra, Senza titolo, 1998, copertina cartonata, impasto di colore su carta compressa, pittura acrilica su carta[67].
- Ettore Spalletti, Sergio Sarra, Senza titolo, 1998, copertina cartonata, impasto di colore su carta compressa, pittura acrilica su carta.
- Sergio Sarra, senza titolo, 2000, stampa digitale, cm 17 x cm 12, in Massimo Morasso, Ludovico Pratesi, Sergio Sarra, Ettore Spalletti, Andrea Valcalda, Distacco, Brescia, Edizioni L’Obliquo, 2000.
- Marco Eusepi, Sergio Sarra, Cose viste, due litografie disegnate su pietra e stampate a mano da Beatrice e Flaminia Bulla nella Litografia Bulla (Roma), giugno 2021.
- Sergio Sarra, Figure, thinking De Chirico (Study no. 2), 2024, litografia, cm 24 x cm 17, realizzata per le Edizioni l’Obliquo (Brescia) e acclusa fuori testo a Sergio Sarra (a cura di),  Sergio Sarra : nature, catalogo della mostra, Brescia, Edizioni l’Obliquo, 2024, ISBN 978-88-31425-24-7.
- Bruna Esposito, Sergio Sarra, Ora quanto fosse estesa, 2025, una litografia di Sergio Sarra (cm 30 x cm 21) e un’impronta su carta di Bruna Esposito (cm 30 x cm 21), Brescia, Edizioni L’Obliquo, 2025.

## Lectures, conferenze e masterclass
- Sergio Sarra, a cura di Roberto Daolio e Adriano Baccilieri, Accademia di Belle Arti di Bologna, Aula Magna, 26 giugno 1993.
- Sergio Sarra (scultore): HIPNOLOGIC, a cura di Roberto Collovà, Facoltà di Architettura dell’Università degli Studi di Palermo, Sala della Presidenza, 16 giugno 1998.
- Sergio Sarra: perché la spiaggia si assottiglia dopo le Nàiadi, Auditorium Leonardo Petruzzi, Pescara, 16 dicembre 2011. Interventi di: Cloe Piccoli, Sergio Sarra, Ettore Spalletti, Simone Ciglia.
- Sergio Sarra: iceberg rosaspina. Conversations about automatic drawing, a cura di JongKu Kim and Art and Real Movement (Seul), Art & Design College EWHA Womans University, Lecture Hall, Seul, 13 giugno 2016.
- Sergio Sarra - Trave-exercise n. 3, a cura di Alfredo Fernández Sinde, ESAD Córdoba, Cordova, 28 gennaio 2016.
- Sergio Sarra: escluse le cose che ho scelto di fare, conferenza e presentazione del catalogo della mostra, Mattatoio Museo d’Arte Contemporanea, Padiglione 9B, Roma, 17 maggio 2019. Interventi di: Laura Cherubini, Beniamino de' Liguori Carino, Nicola Di Battista, Costantino D’Orazio, Bruna Esposito, Giuseppe Modica, Cloe Piccoli, Cesare Maria Pietroiusti, Sergio Sarra.
- Sergio Sarra in conversation with Giuliana Benassi, Senzabagno, Pescara, 24-26 maggio 2019.
- Water Landscape, a proposal by Sergio Sarra, a cura di Cecilia Canziani, nell’ambito del progetto Devenir fleuve: catastrophes liquides et récits spéculatifs, Summer School, a cura di ÉDHÉA Valais School of Arts, Swiss Institute, Roma, 28 agosto 2019.
- Sergio Sarra: Twenty six figures painted on board, MAMbo – Museo d’Arte Moderna di Bologna, Conference Room, Bologna, 16 novembre 2021. Interventi di: Lorenzo Balbi, Mirta d’Argenzio, Maura Pozzati, Ludovico Pratesi, Sergio Sarra.
- Pittura Oggi: un confronto tra generazioni: Sergio Sarra in dialogo con Gianni Politi[68], a cura di Ludovico Pratesi, Villa Torlonia, Casino dei Principi, Roma, 19 dicembre 2023.

## Premi e riconoscimenti
Nel 2014 Sergio ed Elisabetta Sarra realizzano la propria casa-studio in Abruzzo, progettata insieme a Studio Zero85. Nello stesso anno, l’edificio è finalista al Wienerberger Brick Award 14 a Vienna (Presidente della Giuria è l’Architetto Wang Shu, Premio Priztker 2012) e riceve la Menzione d'Onore al Fritz Höger Preis für Backstein-Architektur di Berlino nella categoria Einfamilienhaus/Doppelhaushälfte.
Nel 2015, il progetto vince a Pescara il Premio Ad’A - Architetture dell'Adriatico e il Premio dell'Ordine degli Architetti della città di Pescara 2014; contestualmente, la rivista inglese designboom inserisce la casa-studio nella TOP 10 lists of 2015 – private houses. Ampia è la bibliografia sull’argomento.

## Recensione critica
(Rossella Caruso, Sergio Sarra Critical Review, in Literature, su "www.sergiosarra.it", luglio 2018)

## Pubblicazioni
- Domenico Nardone, Sergio Sarra (a cura di), Sergio Sarra, catalogo della mostra, Roma, Galleria Alice arte contemporanea, 1990, OPAC IT\ICCU\IEI\0285597.
- Achille Bonito Oliva (a cura di), Sergio Sarra, catalogo della mostra, Milano, Nuova Prearo Editore, 1991, OPAC IT\ICCU\URB\0935898.
- Emilio Prini (a cura di), Sergio Sarra, catalogo della mostra, Pescara, Galleria Cesare Manzo, 1997, OPAC IT\ICCU\TO0\1048791.
- Sergio Sarra (a cura di), Sergio Sarra, catalogo, Roma, Galleria Cesare Manzo, 2007, OPAC IT\ICCU\UBO\3622112.
- Sergio Sarra (a cura di), Sergio Sarra : pearl fishermen, catalogo della mostra, Milano, Circolo Filologico Milanese, 2008, OPAC IT\ICCU\RMS\2754024.
- Sergio Sarra (a cura di), Sergio Sarra : perché la spiaggia si assottiglia dopo le Nàiadi, libro di racconti e di disegni, Teramo, Edizioni Sarra Varano, 2011, ISBN 978-88-320-0521-9, OPAC IT\ICCU\TER\0036016.
- Giorgio D’Orazio (a cura di), ‘Sergio Sarra : Dico a te,' catalogo della mostra, Morro d’Oro, Abbazia di Santa Maria di Propezzano, 2018, OPAC IT\ICCU\BVE\0803753.
- Sergio Sarra (a cura di), Sergio Sarra : escluse le cose che ho scelto di fare, catalogo della mostra, Roma, Edizioni di Comunità, 2019, ISBN 978-88-320-0521-9, OPAC IT\ICCU\BVE\0813805.
- Bruna Esposito, Sergio Sarra (a cura di), Bruna Esposito Sergio Sarra, catalogo della mostra, Recanati, Idill’Io arte contemporanea, 2018, OPAC IT\ICCU\BVE\0803903.
- Sergio Sarra (a cura di), Sergio Sarra : Twenty six figures painted on board, libro d'artista, Bologna, Fondazione del Monte di Bologna e Ravenna, 2020, ISBN 979-12-200-7311-0, OPAC IT\ICCU\RMS\2968431.
- Sergio Sarra (a cura di), Sergio Sarra : nature, catalogo della mostra, Brescia, Edizioni l’Obliquo, 2024, ISBN 978-88-31425-24-7, OPAC IT\ICCU\ABR\0015652.

## Letture critiche
- (EN)  Ludovico Pratesi, Il potere del fato, in Domenico Nardone, Sergio Sarra (a cura di), Sergio Sarra, catalogo della mostra, Roma, Galleria Alice arte contemporanea, 1990, OPAC IT\ICCU\IEI\0285597; parzialmente riprodotto, titolo omesso, in FORUM : Düsseldorf 1990, catalogo della fiera, Zurigo, FORUM Internationale Kunstmesse, 1990.
- Achille Bonito Oliva, L'arte fino al 2000 di Achille Bonito Oliva, in Giulio Carlo Argan, L'Arte Moderna di Giulio Carlo Argan, supplemento al Corriere della Sera del 28 novembre 1990, Vol. 11, Milano, RCS Editoriale Quotidiani SpA, pp. L, LI, 1990; Achille Bonito Oliva, L'arte fino al 2000 di Achille Bonito Oliva, in Giulio Carlo Argan, L’Arte moderna / Giulio Carlo Argan. L’arte fino al 2000 / Achille Bonito Oliva, Firenze, Sansoni Editore, 1991, ISBN 88-3831-34-4-X, OPAC IT\ICCU\PAL\0153123.
- Achille Bonito Oliva, Così: lo stato dell’arte (e anche della critica), in Achille Bonito Oliva, Così – Lo stato dell’arte, Roma, Leonardo – De Luca Editori, 1991, ISBN 88-7813-347-7, OPAC IT\ICCU\LO1\0052213.
- Achille Bonito Oliva, Immagini allo zoo, in Achille Bonito Oliva (a cura di). Sergio Sarra, catalogo della mostra, Milano, Nuova Prearo Editore, 1991,  ripubblicato parzialmente in Flash Art, a. XXIV, n. 163, estate 1991, p. 167; ripubblicato in Achille Bonito Oliva, Propaganda Arte, Roma, Carte Segrete Editore, 1992, ISBN 978-8885203853, OPAC IT\ICCU\URB\0935898.
- Paola Ugolini, Conversazione con Sergio Sarra - Roma, 3 Maggio 1991, in Achille Bonito Oliva (a cura di), Sergio Sarra, catalogo della mostra, Milano, Nuova Prearo Editore, 1991, OPAC IT\ICCU\URB\0935898.
- Antonio d'Avossa, Vedute sul Mondo Reale, in Achille Bonito Oliva (a cura di), Punti cardinali dell’arte, catalogo della XLV Esposizione Internazionale d’Arte di Venezia, Vol. I, Venezia, Marsilio Editori S.P.A., 1993, ISBN 88-208-0378-X, OPAC IT\ICCU\RAV\0225285.
- Antonio d'Avossa, La risposta, amico mio, sta soffiando nel vento. Lettera aperta a Pep Agut, Bigert & Bergström, Marco Brandizzi, Giorgio Cattani, Maria Eichhorn, Marcelo Expósito, Carsten Höller, Kirsten Mosher, Luca Quartana, Sergio Sarra e SubREAL, in Aperto '93: Emergency/Emergenza: Flash Art International, catalogo della mostra, Milano, Giancarlo Politi Editore, 1993, ISBN 88-7816-053-9, OPAC IT\ICCU\LO1\0323441.
- (EN)  Rossella Caruso, ateleta, in Aperto '93: Emergency/Emergenza: Flash Art International, catalogo della mostra, Milano, Giancarlo Politi Editore, 1993, ISBN 88-7816-053-9, OPAC IT\ICCU\LO1\0323441.
- (EN)  Giacinto Di Pietrantonio, Archetipi Obliqui, in Sergio Sarra, catalogo della mostra, Pescara, Edizione Galleria Cesare Manzo, 1997, OPAC IT\ICCU\TO0\1048791.
- Ludovico Pratesi, L’Ideologia : di Sergio Sarra con Ludovico Pratesi e il Giallo 102, in Giacinto Di Pietrantonio (a cura di), Fuori Uso ‘97 : perché, catalogo della mostra, Pescara, Edizioni Arte Nova, 1997, OPAC IT\ICCU\TO0\1385017.
- (EN)  Lorenzo Benedetti, Il sacro di Fusi e il segno di Sarra, testo critico della mostra, Zerynthia Associazione per l'Arte Contemporanea (Roma), maggio 1997.
- Bruna Esposito, Senza capo nè coda, in Sergio Sarra (a cura di), Conversione di Saulo, catalogo della mostra, Pescara, Edizioni Arte Nova, 2000, OPAC IT\ICCU\TO0\0918995.
- Ludovico Pratesi, Oltre, in Massimo Morasso, Ludovico Pratesi, Sergio Sarra, Ettore Spalletti, Andrea Valcalda (a cura di), Distacco, fuori collana, n. 16, Brescia, Edizioni l'Obliquo, 2000, OPAC IT\ICCU\CFI\0473579.
- (EN)  Teresa Macrì, Anomalo Hotel, in Teresa Macrì, Anomalie, catalogo della mostra, Pescara, Edizioni Arte Nova, 2003, OPAC IT\ICCU\TO0\1282378.
- Umberto Curi, Testo dedicato all'opera «Ipotesi di Biblioteca di Chimica dell'Università di Padova (LSD)» di Sergio Sarra, Special Project, in Nicolas Bourriaud, Paolo Falcone, Altered States - Are you experienced?, catalogo della mostra, Pescara, Edizioni Arte Nova, 2007, OPAC IT\ICCU\URB\0638550.
- (EN)  Miguel Amado, Sergio Sarra – MCO Arte Contemporânea, in artforum.com, 2 aprile 2007.
- (EN)  Nicolas Bourriaud, A correspondence on ghosts with Sergio Sarra, in Sergio Sarra (a cura di), Sergio Sarra, catalogo, Roma, Galleria Cesare Manzo, 2007, OPAC IT\ICCU\UBO\3622112.
- (EN)  Helga Marsala, Scritture rumorose. L’estetica del vuoto di Sergio Sarra, in Sergio Sarra (a cura di), Sergio Sarra: pearl fishermen, catalogo della mostra, Milano, Circolo Filologico Milanese, 2008, OPAC IT\ICCU\RMS\2754024.
- (EN)  Cloe Piccoli, Town drawings, in Sergio Sarra, perché la spiaggia si assottiglia dopo le Nàiadi, libro di racconti e di disegni, Teramo, Edizione Sarra Varano, 2011, ISBN 978-88-906766-0-4, OPAC IT\ICCU\TER\0036016.
- (EN)  Lucrezia Cippitelli, Sergio Sarra, in neromagazine.it, 12 dicembre 2012.
- (EN)  Laura Cherubini, INFINITÀ. Bruna Esposito & Sergio Sarra in Recanati, in Bruna Esposito, Sergio Sarra (a cura di), Bruna Esposito Sergio Sarra, catalogo della mostra, Recanati, Idill'Io arte contemporanea, 2018, OPAC IT\ICCU\BVE\0803903.
- (EN)  Rossella Caruso, Sergio Sarra Critical Review, in Literature, sergiosarra.it, luglio 2018.
- (EN)  Giorgio D'Orazio, I Say to You,, in Giorgio D'Orazio (a cura di), 'Dico a te,', catalogo della mostra, Morro d'Oro, Abbazia di Propezzano, 2018, OPAC IT\ICCU\BVE\0803753.
- (EN)  Cesare Maria Pietroiusti, untitled, in Sergio Sarra (a cura di), Sergio Sarra : escluse le cose che ho scelto di fare, catalogo della mostra, Roma, Edizioni di Comunità, 2019, ISBN 978-8832005219, OPAC IT\ICCU\BVE\0813805.
- (EN)  Laura Cherubini, Sergio Sarra. At the drawing board, in Sergio Sarra (a cura di), Sergio Sarra : escluse le cose che ho scelto di fare, catalogo della mostra, Roma, Edizioni di Comunità, 2019, ISBN 978-8832005219, OPAC IT\ICCU\BVE\0813805.
- (EN)  Giuliana Benassi, Sergio Sarra : The art-life study, in Simone Camerlengo (a cura di), OPENWORK : a focus on painting, catalogo del progetto, 2019.
- (EN)  Sergio Sarra, Sergio Sarra twenty six figures painted on board, libro d'artista, Bologna, Fondazione del Monte di Bologna e Ravenna, 2020, ISBN 979-12-200-7311-0, OPAC IT\ICCU\RMS\2968431.
- Lorenzo Bruni, Cose viste, 2021.
- Susanna Legrenzi, L'artista Sergio Sarra: "Ho pensato lo studio come un'installazione. Più che in armonia, in contrasto con il paesaggio", articolo, in Living, a. 2021, no.10, pp. 200–209, supplemento al Corriere della Sera del 6 ottobre 2021, a. 146, no. 237.
- Ludovico Pratesi, Sinfonia di figure : Le opere di Sergio Sarra a palazzo Altemps, in Sergio Sarra (a cura di), Sergio Sarra : nature, catalogo della mostra, Brescia, Edizioni l’Obliquo,  2024, ISBN 978-88-31425-24-7, OPAC IT\ICCU\ABR\0015652.
- Lorenzo Bruni, L'osservatore e la figura osservata : Indagine nel lavoro di Sergio Sarra dalla Biennale di Venezia del 1993 alla mostra a Palazzo Altemps del 2023, in Sergio Sarra (a cura di), Sergio Sarra : nature, catalogo della mostra, Brescia, Edizioni l’Obliquo,  2024, ISBN 978-88-31425-24-7, OPAC IT\ICCU\ABR\0015652.
- Giorgio D’Orazio, Nascere, Discendere, Cominciare [come un tableau vivant], in Sergio Sarra (a cura di), Sergio Sarra : nature, catalogo della mostra, ISBN 978-88-31425-24-7, OPAC IT\ICCU\ABR\0015652.
- Vittorio Sgarbi, Pensare il mondo oltre la rappresentazione, articolo, in Panorama, a. LXI, no. 37, 6 settembre 2023, pp. 66–68.